# رولف لوند
رولف لوند (بالنرويجية البوكمول: Rolf Lund)‏ هو متسابق يخت نرويجي، ولد في 6 مايو 1930، وتوفي في 5 مايو 1991 في أوسلو في النرويج.

## وصلات خارجية
- رولف لوند على موقع أوليمبيديا (الإنجليزية)